# هيكيرو شينا
هيكيرو شينا (椎名へきる شينا هيكيرو) هي مؤدية أصوات يابانية ولدت في 12 مارس 1974 في طوكيو.

## أدوارها في الأنمي

### مسلسلات أنمي تلفزيونية
- دانغانرونبا ذي أنيميشن - سيليستيا لودنبيرغ
- دانغانرونبا 3: نهاية أكاديمية قمة الأمل - سيليستيا لودنبيرغ
- ماجيك نايت رايرث - هيكارو شيندو
- جيغوكو شوجو ميتسوغاناي - ياماوارو
- UN-GO - ميتسكو ساسا
- كيمونوزومي - يوكا كاميتسكي
- جيرلز أند بانتزر - أمي تشونو
- تاما و الأصدقاء - مومو
- الحاكم الأعلى ريونايت - جيس
- سيتوكاي ياكويندومو - نيني تودوروكي
- سيتوكاي ياكويندومو * - نيني تودوروكي

### أوفا أنمي
- القنفذ سونيك: الفيلم - تيلز

### أفلام أنمي
- إينوياشا: مشاعر تتخطى الزمان - روري

## أدوارها في الدبلجة اليابانية
- لفها مثل بيكام - جيس بامرا

## وصلات خارجية
- هيكيرو شينا على موقع IMDb (الإنجليزية)
- هيكيرو شينا على موقع ميوزك برينز (الإنجليزية)
- هيكيرو شينا على موقع ديسكوغز (الإنجليزية)
- هيكيرو شينا على موقع قاعدة بيانات الفيلم (الإنجليزية)
- هيكيرو شينا على موقع ANN person (الإنجليزية)